# Richard Ragan
Richard Ragan   (Norfolk, 10 de juny de 1964) és membre de la plantilla de les Nacions Unides. Com a director d’operacions, va obrir l’Oficina de Libèria i va gestionar les operacions com a part de la missió de resposta d’emergència a l'ebola (UNMEER) del secretari general de les Nacions Unides i va ser el coordinador d’emergències del PNUMA per a la resposta al terratrèmol de Nepal del 2015. Ha passat temps al sector privat com a director sènior de Vulcan, la companyia del cofundador de Microsoft, Paul Allen. També amb el Programa Mundial de l’Alimentació de les Nacions Unides, ha representat el PMA a Bangladesh, Tanzània, Nepal, Corea del Nord i Zàmbia, a més ha treballat en emergències a Timor Oriental, Kosovo i Xina. També va tornar a obrir l'oficina del PMA a Líbia després d'haver estat evacuada el 2014. Ragan apareix regularment tant en mitjans internacionals com nacionals, i apareix al llibre Mississippians que inclou personatges famosos de l'estat de Mississippi.

## Biografia

### Primers anys
Ragan va exercir com a voluntari del cos de pau dels Estats Units a les muntanyes Sierra Madre de les Filipines. Treballant com a suport agrícola, va viure amb ilongots a la província de Quirino. Els ilongots són considerats els darrers caçadors de caps rituals de les Filipines i van ser objecte del llibre de la doctora Michelle Rosaldo, Knowledge and Passion: Ilongot Notions of Self and Social Life. Mentre vivia entre els ilongots semi-nòmades, Ragan va treballar en temes de reforma agrícola i agrícola. Després de l'experiència del cos de pau, Ragan va treballar per al Comitè d'Afers dels Veterans de la Cambra de Representants dels Estats Units i com a ajudant de defensa i política exterior pel congressista Les Aspin de Wisconsin.

### Administració de Clinton
Ragan va ocupar diversos llocs a l’administració de Clinton; com a funcionari a l'oficina del secretari de Defensa, com a director del Consell de Seguretat Nacional i com a adjunt d'administrador adjunt a l' Agència dels Estats Units per al Desenvolupament Internacional (USAID).
Servint al Pentàgon, va dirigir l'equip que va dissenyar la ració diària humanitària (HDR), una ració preparada de menjar que s’utilitzava per primera vegada en llançaments aerodinàmics sobre Bòsnia i que sovint és proporcionava per l'exèrcit nord-americà durant una crisi humanitària. El 1996, com a director de Democràcia, Drets Humans i Afers Humanitaris de l'equip de seguretat nacional del president Clinton, va ser el primer funcionari de la Casa Blanca a visitar Corea del Nord. Com a administrador adjunt adjunt a l'Oficina de Resposta Humanitària (BHR), era el responsable dels programes d'ajuda humanitària i alimentària del Govern.

### Nacions Unides
Ragan es va unir a l'ONU per primera vegada el 1998 com a representant adjunt del PMA a la Xina. Durant aquest temps, va gestionar la resposta del PMA a les inundacions del riu Yangtze de 1998 mentre servia també a Kosovo i Timor Oriental, durant el període en què ambdós països van enfrontar-se a conflictes.
El 2001, Ragan es va unir a l'ONU a temps complet exercint de representant del PMA a Zàmbia. Durant la sequera sud-africana del 2002-2003, va afrontar el difícil repte de tornar enrere milers de tones d’ajuda alimentària modificada genèticament davant de 3,5 milions de persones que moren de gana. Ragan es va fer càrrec de l'operació del PMA a Corea del Nord (2003). La seva dona i la seva filla petita l’acompanyaven i són l’única família nord-americana a la qual se li ha permès residir oficialment al país. Durant aquest temps, Ragan va realitzar una de les operacions més grans de la història del PMA, alimentant 6,5 milions de persones d'una població de 22 milions. També va actuar com a coordinador humanitari en funcions (HC) i va ser l'últim HC a servir a Corea del Nord. El 2005 es va demanar a l'Oficina d'Afers Humanitaris de l'ONU que deixés Corea del Nord. Al Nepal, durant el seu mandat de quatre anys, Ragan va ampliar el programa anual del PMA de 25 milions de dòlars a 125 milions de dòlars per abordar les "crisis alimentàries silencioses" que van apoderar-se del país. El 2014, Ragan va exercir de cap d’operacions a Libèria per a UNMEER i va ajudar a gestionar la resposta de l’ONU en aquest país en plena crisi de l’Ebola a l’Àfrica occidental. Després d’haver gestionat operacions a gran escala, un dels seus interessos professionals clau és aportar innovació a grans organitzacions.

### Vida privada
Ragan està casat amb Marcela Sandoval, també antiga funcionària de l’Administració Clinton, i amb un xef format a Le Cordon Bleu, que ha treballat al Kinkead’s de Washington DC i al restaurant The Courtyard de Pequín, Xina, entre altres llocs. Tenen tres fills. El seu oncle Lattie Michael va fundar la cadena de menjar ràpid Backyard Burgers.
Ragan es va graduar a SIT a Brattleboro, Vermont, amb un màster en desenvolupament internacional i a Ole Miss amb una llicenciatura en negocis. Amb un interès personal en l'exploració, va proporcionar patrocini i suport a la històrica expedició femenina nepalesa de 2008 a l’Everest. L'equip, considerat l'expedició femenina amb més èxit a la muntanya, va situar els 10 membres al cim. També ha pujat amb Russell Brice i ha practicat snowboard amb Craig Calonica en alguns dels cims més alts del món. El 2008, va escapar per una allau a Annapurna Sud. És un àvid surfista que regularment fa surf a l'Oceà Índic, davant de la costa est d'Àfrica.
Escriu una columna de diaris mensuals a The Cleveland Current sobre el vessant divertit de viure a l'estranger amb la seva família. Ragan va col·laborar amb el fotògraf i comerciant d’art James Giambrone amb seu a Katmandú per produir un llibre de fotografia The Life of Food in Nepal que conté imatges i històries sobre la vida, la terra i el ritual dels aliments del Nepal. En col·laboració amb Kiran Joshi d'Incessant Rain van produir el primer curt d'animació en 3D en Nepal. Ragan va formar part del consell d’administració del Centre d’Investigació de Malalties Infeccioses de Zàmbia (CIDRZ) durant més d’una dècada. Treballant de nou amb Giambrone, va produir el documental "Holding up the Sky" que explica les històries personals de 10 dones que pujaven al Kilimanjaro.